# 関西二期会
公益社団法人関西二期会（こうえきしゃだんほうじんかんさいにきかい）は、、関西に拠点を置く声楽家による組織。1952年に結成された声楽家団体「二期会」をルーツとする。

## 概要
1964年に声楽芸術を追究する有志の集まりとして結成された声楽家集団で、正会員と準会員を合わせると、2012年現在、500名を超える。活動拠点をオペラ公演を行う尼崎アルカイックホール等に置く。事務局は大阪市中央区内本町にある。理事長は、木川田誠が務め、2007年2月に木川田が死亡した後は、蔵田裕行が務める。2018年12月時点では米田哲二が務める。（2017年3月改選、2017年6月25日定時社員総会にて選任。）
関西におけるオペラ公演活動の中心であり、会員になるにはオーディション合格と会員の推薦が必要である。音楽大学大学院及び、関西二期会オペラ・スタジオ研究生課程本科を修了後1年以上経過した後、オーディションを経て準会員となる資格を有する。準会員としての4年間以上の活動の後、オーディションを経て正会員となる資格を有する。また、社会的音楽活動の実績を有し、関西二期会正会員の推薦を受けることによっても会員となることがある。
定期オペラ公演の他、文化庁事業への協力、2005年6月に『タンホイザー』をソウルで公演するなど、海外でも活動する。